# Gonatomyrina
Gonatomyrina is een geslacht van vlinders uit de familie van de pages (Papilionidae).

## Soorten
- Gonatomyrina hennigi (Dickson, 1976)
- Gonatomyrina lara (Linnaeus, 1764)